# Jeffrey Combs
Jeffrey Alan Combs (ur. 9 września 1954 w Oxnard, Kalifornia) – amerykański aktor filmowy. Najbardziej znany z ról w filmach grozy, takich jak Reanimator, i fantastycznonaukowych – m.in. serialu Star Trek. Zagrał w szeregu filmów na podstawie utworów H.P. Lovecrafta, w tym w filmie Necronomicon zagrał samego pisarza. W filmie Czarny Kot (serial Mistrzowie horroru) wcielił się w postać innego wybitnego autora opowieści grozy – Edgara Allana Poego.

## Filmografia wybrana

### Filmy kinowe
- W końcu czyje to życie? (1981)
- Człowiek z dwoma mózgami (1983)
- Reanimator (1985)
- Zza światów (1986)
- Narzeczona reanimatora (1989)
- Studnia i wahadło (1991)
- Necronomicon (1993) jako H.P. Lovecraft
- Kaliber 45 (1994)
- Pełzający strach (1994)
- Potwór na zamku (1995)
- Przerażacze (1996)
- Koszmar następnego lata (1998)
- Dom na przeklętym Wzgórzu (1999)
- www.strach (2002)
- Beyond Re-Animator (2003)
- Człowiek-rekin (2005)
- Edmond (2005)
- Powrót do domu na Przeklętym Wzgórzu (2007)
- Horror w Dunwich (2009)
- Suburban Gothic (2014)
- Scooby-Doo! i Batman: Odważniaki i straszaki (2018)

### Seriale
- 1994–1999: Star Trek: Stacja kosmiczna
- 1995: Ultra Seria (odc. A Quartet Of Creatures)
- 1997:The New Batman Adventures jako Strach na Wróble (odc. Never Fear)
- 2000: Star Trek: Voyager (odc. Tsunkatse)
- 2001–2005: Star Trek: Enterprise
- 2002: Strefa mroku (odc. The Placebo Effect)
- 2004–2006: Liga Sprawiedliwych bez granic
- 2004–2006: Super Robot Monkey Team Hyperforce Go!
- 2005–2007: 4400
- 2006: Mistrzowie horroru jako Edgar Allan Poe (odc. Czarny Kot)
- 2009: Batman: Odważni i bezwzględni jako Kite Man (głos) (odc. Long Arm of the Law)
- 2010–2012: Avengers: Potęga i moc
- 2010–2013: Transformers: Prime
- 2012–2016: Wojownicze Żółwie Ninja